# Вставай! (фільм)
Вставай! (Stand!) — канадський музичний фільм-мелодрама 2019 року, дія якого відбувається під час загального страйку 1919 року, який охопив місто Вінніпег у провінції Манітоба, Канада. Фільм поставив режисер афро-канадського походження Роберт Адетуї за сценарієм Денні Шура і Ріка Чейфа, заснованому на сценічному мюзиклі 2005 року Strike! Шура.
У фільмі зіграли Маршалл Вільямс, Лаура Слейд Віггінс, Ліза Белл і Грегг Генрі.

## Сюжет
Сюжет заснований на деталях життя реальних сімей емігрантів Соколовських (родом з Галичини) та Алмазових (євреїв), які історично належали до ворогуючих громад, але їх об'єднала участь у страйку. Їхні діти Стефан та Ребекка — свого роду Ромео і Джульєтта, які у 1919 році борються за кохання та краще майбутнє під час соціальних потрясінь.

## У ролях
- Маршалл Уільямс — Стефан Соколовський
- Лора Слейд Уіггінс — Ребекка Алмазова
- Ліза Белл — Емма Джонс
- Gregg Henry — Майк Соколовський
- Гейли Сейлз — Гелен Армстронг
- Тристан Карлуччі — Мойша Алмазов